# Parco Ciro Esposito
Il parco Ciro Esposito  è un parco urbano pubblico sito a Napoli, nel quartiere Scampia in viale della Resistenza.

## Storia
Già Villa comunale di Scampia, il 25 giugno 2017 è stata intitolata a Ciro Esposito, giovane tifoso ucciso da un ultrà durante la finale di Coppa Italia 2013-2014 a Roma, alla presenza del sindaco Luigi de Magistris.

## Struttura
Il parco di Scampia si estende su un'area di 140.000 m².
L'esterno del parco presenta scarpate di raccordo, mentre il giardino esterno presenta alberi di Giuda, alberi della canfora e varie piante di iperico.
L'interno del parco è protetto da un muro di cinta in tufo, che imita antichi bastioni. 
Il parco interno presenta una cascata situata su una collina artificiale che alimenta due laghetti attraverso ruscelli perimetrali.

## Trasporti
Il Parco Ciro Esposito è raggiungibile tramite:
- Linea 1 e Linea 11, stazione Piscinola Scampia
- Linee C75, C67